# Csinibaba
Csinibaba es una película musical de comedia húngara de 1997 dirigida por Péter Tímár.

## Reparto
- János Gálvölgyi como Tío Simón
- Sándor Almási como Atila
- Anita Tóth como Angéla
- Gábor Reviczky como Cézar
- Éva Igó como Margit
- Ildikó Tóth como Olga
- Judit Pogány como Terike

## Producción
Al igual que Sound Eroticism, Tímár aplicó técnicas de filmación inusuales: primero grabó a los actores recitando el diálogo, que luego ralentizó o aceleró y repitió durante el rodaje, haciendo que los actores representaran las escenas más rápido o más lento que su ritmo natural.

## Estreno
La película fue estrenada en Hungría el 20 de febrero de 1997.